# Jovan Vraniškovski

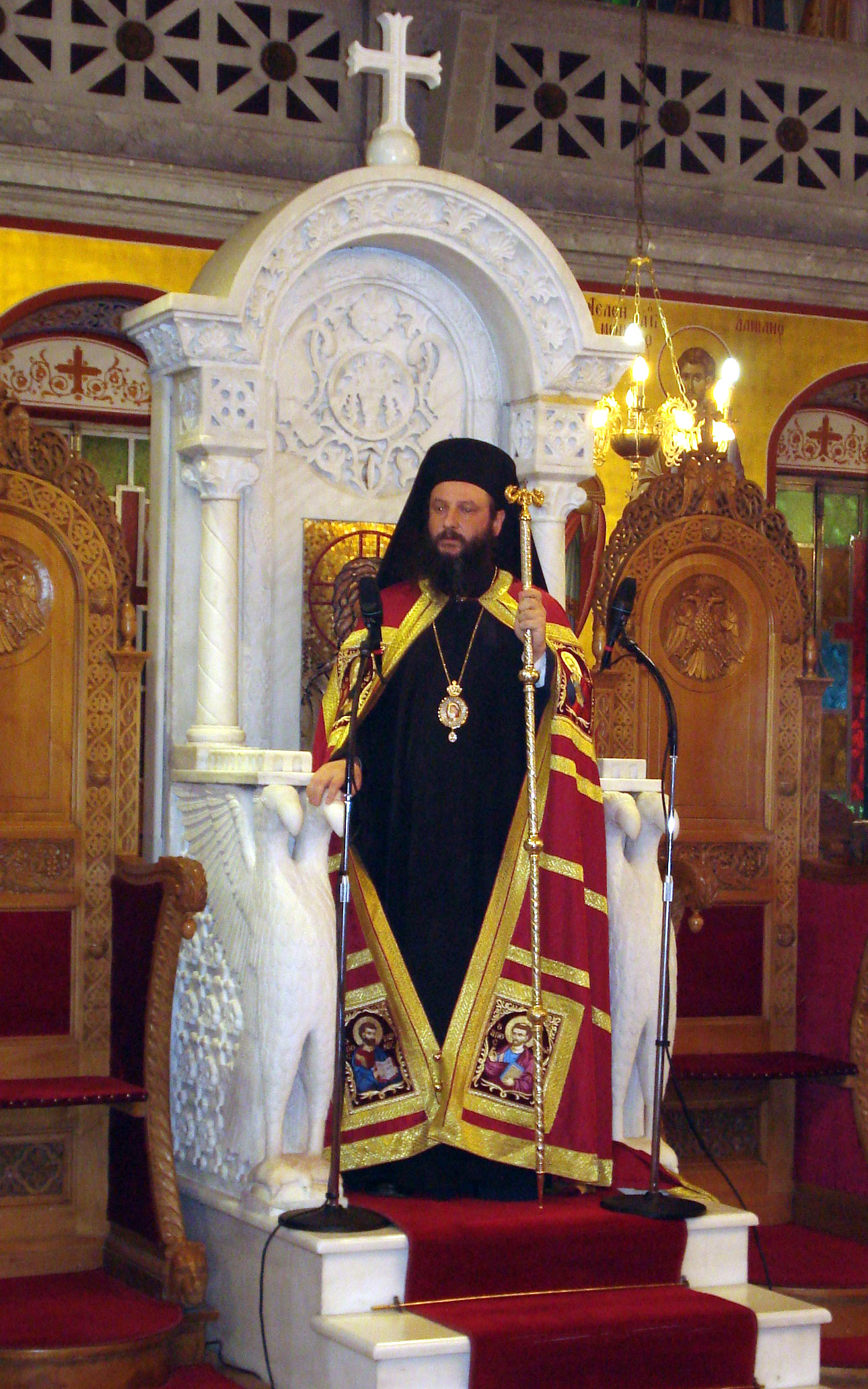

Jovan VI. von Ohrid (mazedonisch Јован Охридски; * 28. Februar 1966 in Bitola, SR Mazedonien, SFR Jugoslawien), geboren Zoran Vraniškovski (maz. Зоран Вранишковски) bekannt als Jovan Vraniškovski (maz. Јован Вранишковски) ist ein nordmazedonischer Geistlicher, Oberhaupt des autonomen Orthodoxen Erzbistums von Ohrid.

## Leben
Zoran wurde am 28. Februar 1966 im mazedonischen Bitola in der Familie von Argir und Galena Vraniškovski geboren. Er besuchte die örtliche Grundschule und das Mathematikgymnasium in der Stadt. Seinen Wehrdienst leistete er in Sarajevo ab. Zwischen 1985 und 1990 absolvierte Zoran ein Städtebaustudium an der Universität Sarajevo. Ab 1990 studierte er Theologie an der Theologischen Fakultät der Universität Belgrad. Gleichzeitig arbeitete er als Bauingenieur bei der Eparchie Bitola. 1995 absolvierte Zoran sein Theologiestudium, jedoch schrieb er sich noch im selben Jahr für ein Masterstudiengang der Theologie an der gleichen Universität ein. Ab 2008 arbeitete er an seiner Doktorarbeit mit dem Titel: „Die Vereinigung der Kirche und zeitgenössische kirchliche Probleme“.
Am 7. Februar 1998 wurde Zoran zum mazedonisch-orthodoxen Mönch geweiht, wobei er seinen weltlichen Namen ablegte und den geistlichen Namen Jovan annahm. Einen Tag später wurde er zum Priester und am 19. Juli des gleichen Jahres zum Bischof von Dremwtiza geweiht. In der folgenden Zeit war er Vikar der Eparchie „Prespa-Pleganoja“ und leitete die Sanierung der Kirche Hl. Dimitrius in Bitola. 2000 wurde Jovan Bischof der Eparchie „Veles und Povadarski“, worauf er den Beinamen Veleski (maz. Велешки, dt. von Veles) annahm.

## Spaltung der Mazedonisch-Orthodoxen Kirche
2002 unterstellte Jovan seine Eparchie der serbisch-orthodoxen Kirche. Im gleichen Jahr wurde er auf einem Kirchenkonzil der serbischen Kirche zum Erzbischof von Ohrid ernannt. Dafür wurde Metropolit Jovan 2003 von der mazedonischen Kirche exkommuniziert. Jovan folgten 2004 weitere vier Klöster mit 30 Mönchen.
Von serbischer Seite war das Angebot gemacht worden, der mazedonischen Kirche eine Autonomie innerhalb des Belgrader Patriarchats zuzugestehen. Dieser Vorschlag hatte die mazedonischen Bischöfe in zwei Lager gespalten: Petar von Australien und Neuseeland, Timotej von Kičevo, Naum von Strumica und Jovan von Povardarie waren dafür; Kiril von Polog und Kumanovo, Agatangel von Bregalnica sowie Gorazd, Metropolit für Westeuropa, waren dagegen. Das mazedonische Kirchenoberhaupt, Erzbischof Stefan von Ohrid, verhielt sich neutral. Die mazedonischen Gläubigen befürworten mehrheitlich die Autokephalie.
Zunächst hatte sich die mazedonische Regierung in die kirchlichen Auseinandersetzungen nicht eingemischt, mit der Verhaftung von Bischof Jovan in Bitola am 11. Januar 2004 (wegen Verdacht auf Verletzung des Eigentumrechtes von Kirchen und Klöstern) gewann der kanonische Konflikt beinahe eine staatspolitische Dimension. Er wurde für die Veruntreuung von umgerechnet 250.000 € zu 2,5 Jahren Haft verurteilt.
2005 ernannte der serbische Patriarch Pavle Jovan zum Erzbischof von Ohrid und Metropolit von Skopje und verkündete die Autonomie des Erzbistums von Ohrid mit Jovan als Vorsitzender und der Heiligen Synode der Bischöfe.
Am 17. November 2010 wurde Jovan aufgrund eines internationalen Haftbefehls seitens Mazedoniens am bulgarisch-serbischen Grenzübergang Kalotina festgenommen und unter Hausarrest gestellt. In erster Instanz entschied das bulgarische Gericht für eine Auslieferung. Die Anwälte von Vraniškovski legten Berufung ein und das Sofioter Amtsgericht entschied am 4. Januar 2011 gegen die Entscheidung aus erster Instanz ohne Möglichkeit zur Berufung und hob den Hausarrest auf. Dieses führte in der Republik Mazedonien zur Empörung und dem bulgarischen Gericht wurde vorgeworfen, unter politischem Druck entschieden zu haben, sowie Großbulgarische Ambitionen zu pflegen. Beim zweiten Prozess argumentierten die Anwälte Vraniškovskis, dass die Prozesse, in denen er in Mazedonien verurteilt wurde, politisch motiviert waren. Ebenso waren zwei mazedonische Geistliche im Gerichtssaal, welche aussagten, dass Vraniškovski bis 2004 noch nie Probleme mit dem Gesetz hatte und dass die Repressalien gegen ihn im Mazedonien politisch motiviert sind.